# Pongolania pongola
Pongolania pongola är en spindelart som beskrevs av Griswold 1990. Pongolania pongola ingår i släktet Pongolania och familjen Phyxelididae. Inga underarter finns listade i Catalogue of Life.